# Vliegbasis Al Minhad
Al Minhad (Arabisch: قاعدة المنهاد الجوية, Qāʿidat al-Minhād al-ǧawwiyya) is een vliegbasis van de Emiratische luchtmacht in het emiraat Dubai en ten zuiden van het gebouwde gebied van Dubai. De vliegbasis wordt veelvuldig onderworpen aan buitenlandse missies.

## Buitenlandse missies

### Australië
Sinds het einde van 2008 dient vliegbasis Al Minhad als de hoofdbasis in het Midden-Oosten van de Australian Defence Force, nadat zij zich terugtrok uit Irak. In het begin waren 500 Australische militairen permanent op de vliegbasis gestationeerd. Ook vóór 2008 had de Royal Australian Air Force al gebruikgemaakt van de luchtbasis; zo stond er sinds 2003 een operationeel Australisch vliegtuig. In de jaren na 2008 gebruikte Australië de luchtbasis voornamelijk om militairen naar Afghanistan te brengen en om andere uit dat land terug te halen. Er vloog regelmatig een C-130 Hercules en een C-17 Globemaster III heen en weer naar onder andere de Afghaanse Luchthaven Tarin Kowt. Ook diende de vliegbasis als plaats voor de militairen om te oefenen. Later werden er naar de vliegbasis een achttal Super Hornets, een Airbus A330 MRTT met de mogelijkheid om andere vliegtuigen in de lucht bij te tanken en een Boeing E-7A met AEW overgebracht. In 2009 werd de vliegbasis door de Australiërs voor $87,5 miljoen uitgebreid.
In februari 2014 werd de vliegbasis door het Australische leger omgedoopt tot Camp Baird, vernoemd naar korporaal Cameron Baird. Verder maakte het leger die maand bekend dat de vliegbasis permanent werd bewoond door 800 Australiërs. In augustus 2014 werd de basis bezocht door Australisch minister-president Tony Abbott toen Australië begon met het droppen van hulpgoederen voor vluchtelingen in Irak. In de daaropvolgende maand vertrokken 600 Australische militairen naar de luchtbasis om tegen Islamitische Staat te vechten als onderdeel van "Operation ACCORDION".
Australië heeft toestemming gekregen om zich er te stationeren mede door een goede relatie met president Khalifa bin Zayed Al Nahayan.

### Canada
Naast door de Australiërs werd de vliegbasis tussen 2001 en 2010 ook door de Canadezen onder de naam Camp Mirage gebruikt. De Canadese strijdkrachten hebben zelf echter nooit de locatie bevestigd. Volgens het Canadese CTV werd het Canadese leger in oktober 2010 verzocht de basis binnen een maand te verlaten als reactie op onderhandelingen over vliegtuigen in het Canadese luchtruim. In 1999 spraken beide overheden namelijk af dat per week maximaal zes vluchten van Etihad Airways  en Emirates het Canadese luchtruim binnen mochten vliegen. Recentelijker gaf de overheid van de Verenigde Arabische Emiraten aan dat zij dit te weinig vond en dat zij dagelijkse vluchten naar een aantal Canadese steden wilde, maar de Canadese overheid weigerde meer vliegtuigen van de luchtvaartmaatschappijen toe te laten. De Canadese overheid gaf aan nog liever de vliegbasis op te geven dan meer vliegtuigen toe te laten en dat gebeurde dan ook. De slotceremonie werd op 3 november gehouden en Canada gaf aan dat de missies werden voortgezet vanuit Cyprus. Ook het herinneringsmonument werd van de basis naar Canada verplaatst. Als reactie op de uitzetting maakte de Canadese overheid cijfers over het kamp openbaar; zo werd bekend dat jaarlijks gemiddeld 3,6 miljoen kilogram aan Canadese vracht het vliegveld passeerde en in haar hele bestaan 32.500 Canadezen op de basis waren geweest.

### Overige
In 2007 lekte uit dat de Verenigde Staten zijn militaire transportvluchten vanuit de Verenigde Arabische Emiraten voortaan uitvoert vanaf vliegbasis Al Minhad. De verplaatsing kostte in totaal $4,5 miljoen. In 2010 lekte nogmaals een rapport van de Amerikaanse overheid uit. In dat rapport stond dat de vliegbasis van belang was voor Australië, Nederland, Canada, het Verenigd Koninkrijk en Nieuw-Zeeland.
Op 15 januari 2013 werd door de Britse Royal Air Force de "906 Expeditionary Air Wing" opgericht op de vliegbasis. De opening ging gepaard met een plechtigheid waarbij onder andere air commodore Phil Beach aanwezig was. De divisie heeft als doel tussen Afghanistan en de vliegbasis heen en weer te vliegen en logistieke ondersteuning te bieden. Het Verenigd Koninkrijk heeft op de vliegbasis gevechtsvliegtuigen van het type Panavia Tornado gestationeerd.